# アソーク駅 (タイ国有鉄道)
アソーク駅（アソークえき、タイ語:ป้ายหยุดรถไฟอโศก）は、タイ王国の首都バンコク都ラーチャテーウィー区にある、タイ国有鉄道東本線の駅である。

## 概要
アソーク駅はタイ国鉄による正式分類上では「駅」より格下の「停車場」である。このためアソーク停車場が正式名称となる。
マッカサン鉄道工場の東側に位置し、マッカサン通りとラッチャダーピセーク通りの交差点に面している。
付近にはバンコク・メトロのペッチャブリー駅がある他、当駅に隣接するタイ国鉄の鉄道用地を利用してエアポート・レール・リンクのマッカサン駅が建設され、2010年8月23日に正式開業した。
なお、バンコク・スカイトレイン・スクムウィット線にも同名駅が存在するが、当駅とは所在地も異なる全く別の駅である。

## 歴史
1908年1月24日、当駅付近を含むタイ国鉄東本線第1期区間バンコク（クルンテープ駅） - チャチューンサオ間が開通。
- 1908年1月24日 【開業】クルンテープ駅 - チャチューンサオ駅 (60.99km)

## 駅構造

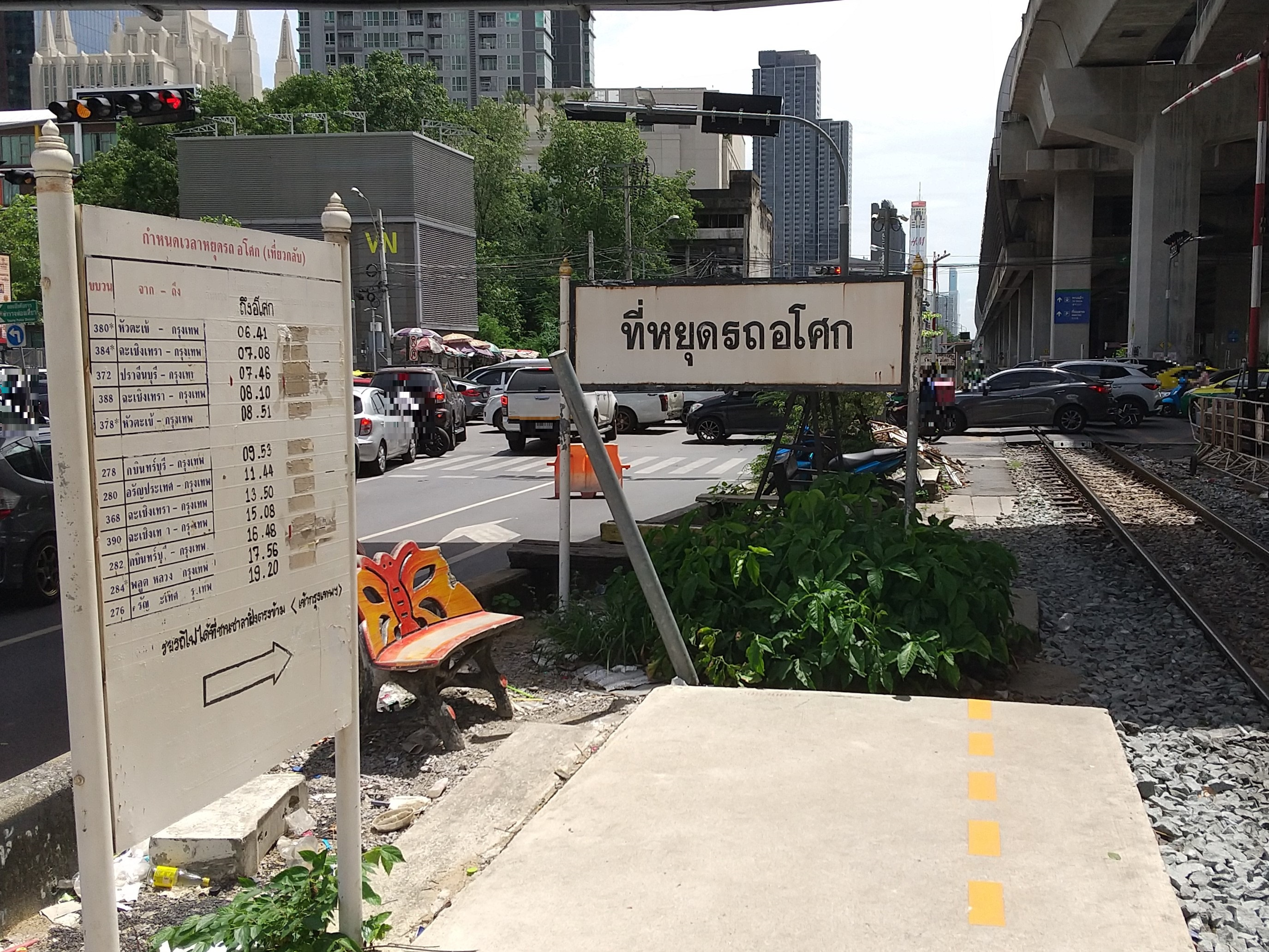
東側ホーム

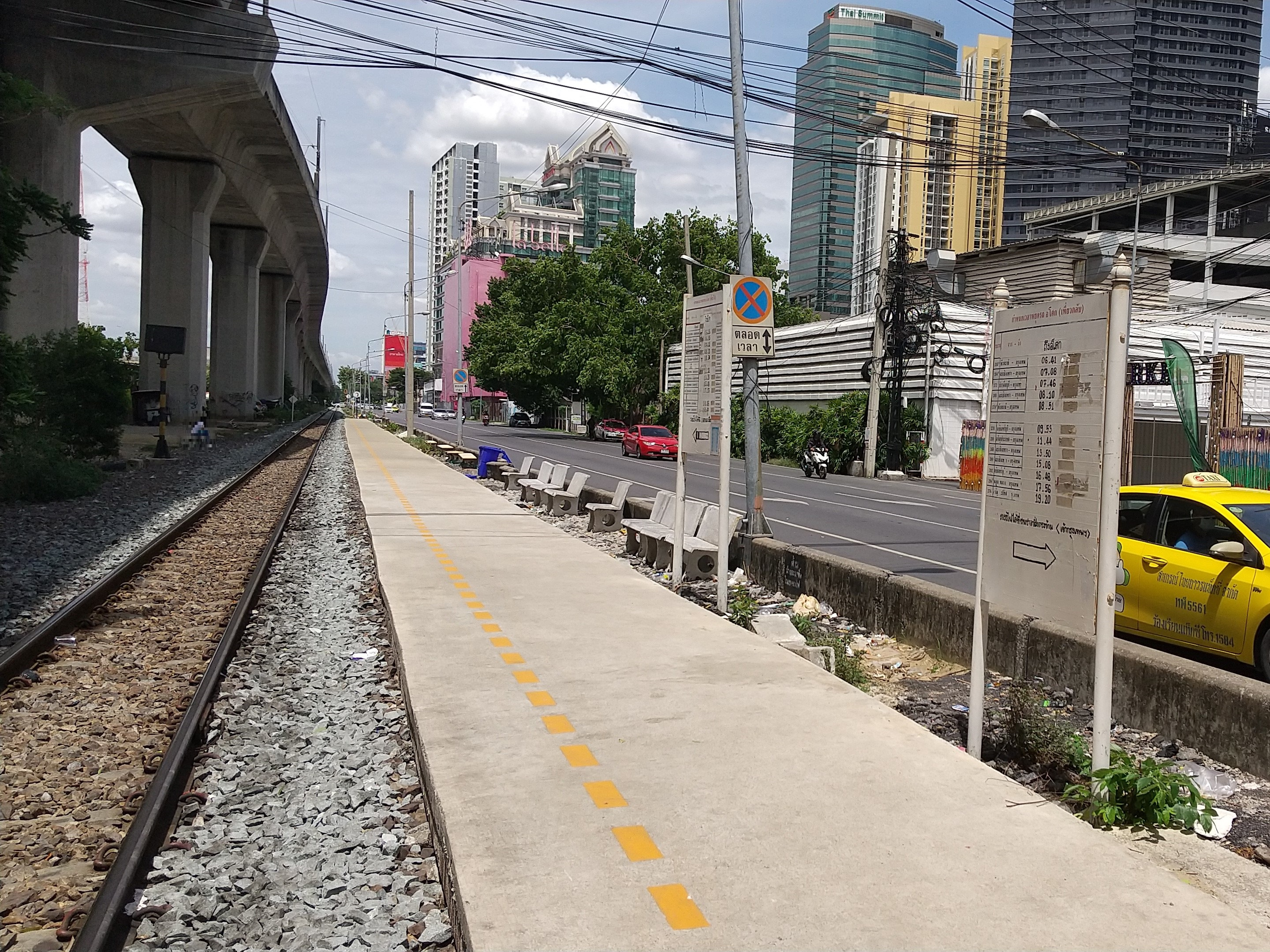
東側ホーム

駅構造は地上駅であり、単式ホーム1面1線のプラットホームがラッチャダーピセーク通りを隔てて2か所ある。駅舎は存在しない。上りクルンテープ駅方面行は西側、下りチャチューンサオ駅方面行は東側のホームをそれぞれ使用する。これはラッチャダーピセーク通りの渋滞を避ける為の措置である。（仮にどちらか1か所だとすると当駅に停車後、ラッチャダーピセーク通りを横切るまでラッチャダーピセーク通りは信号待ちとなる為）

## 駅周辺
- タイ国政府観光庁本庁